# Анива (остров)
Анива (на езика бислама Aniwa) е малък остров в Тихи океан в архипелага Нови Хебриди, част от територията на Република Вануату, а по административен показател попада в провинция Тафеа. Островът се намира в близост до островите Тана, Футуна, и Ероманго.
Той е нисък остров, издига се на 42 метра от океанското ниво.